# Cañada Sauce
Cañada Sauce és una entitat de població de l'Uruguai, ubicada al centre del departament de Cerro Largo. Té una població aproximada de 100 habitants, segons les dades del cens del 2004.
Es troba a 92 metres sobre el nivell del mar.